# Bianca C
La Bianca C è stata una nave passeggeri affondata in due occasioni, la prima volta in Francia prima di essere completata nel suo allestimento, e la seconda volta a causa di un'esplosione e del successivo incendio al largo dell'isola di Grenada.

## Costruzione
Costruita durante la seconda guerra mondiale nei cantieri navali di La Ciotat, sulla costa meridionale della Francia, la nave fu varata nel giugno 1944 sotto il nome di Maréchal Petain. Fu rimorchiata non ancora completa a Port de Bouc, vicino a Marsiglia, dove fu silurata dai tedeschi in ritirata nel mese di agosto. Riparato lo scafo la nave fu rinominata La Marseillaise e rimorchiata a Tolone, prima di tornare ai cantieri di La Ciotat per essere ritrasformata in nave da crociera. Nel 1957 alla nave fu dato il nome di Arosa Sky in seguito alla vendita alla Arosa Line. Dopo due anni, nel 1959, venne venduta alla Linea "C" (Giacomo Costa fu Andrea, attuale Costa Crociere), prendendo il nome di Bianca C e venendo sottoposta ad altri lavori di ristrutturazione.

## Naufragio
Domenica 22 ottobre 1961, la Bianca C era a dieci giorni da Napoli ed era ancora ancorata al largo di Grenada nei pressi di Saint George's, quando avvenne un'esplosione nella sala macchine nelle prime ore del mattino. Un membro dell'equipaggio morì subito e altri otto rimasero feriti. Lo scoppio dell'incendio portò all'evacuazione di circa 700 persone tra passeggeri ed equipaggio. Intanto, svegliati dal rumore dell'esplosione, i pescatori grenadini si precipitarono ad aiutare. I sopravvissuti furono portati alla capitale, dove vennero realizzati degli ospedali per fornire riparo e cibo ma, poiché Grenada non aveva l'attrezzatura per spegnere un incendio di grandi dimensioni, venne inviata una richiesta di aiuto che fu ricevuta dalla fregata britannica HMS Londonderry a Porto Rico. Ci vollero due giorni per far arrivare la nave britannica mentre la Bianca C aveva già cominciato ad affondare. Nonostante l'arrivo della Londonderry, però, la Bianca C affondò rapidamente a 50 metri di profondità a circa un miglio dalla spiaggia turistica di Grand Anse.
La famiglia Costa, per la coraggiosa e decisiva opera di salvataggio di passeggeri ed equipaggio della nave italiana, donò al popolo di Grenada una statua in bronzo raffigurante il Cristo degli abissi, attualmente posto sulla banchina del porto di Saint George's capitale dell'isola caraibica.